# Sulajman an-Nabulusi
Sulajman an-Nabulusi (arab. سليمان النابلسي, Sulaymān an-Nābulusī; ur. 1908 w As-Salt, zm. 1976) – jordański polityk, premier Jordanii od października 1956 do kwietnia 1957 roku.

## Życiorys

### Wczesna działalność
Ukończył studia w zakresie prawa i nauk społecznych na Uniwersytecie Amerykańskim w Bejrucie na początku lat 30. XX wieku. Po studiach podjął pracę w charakterze nauczyciela w Al-Karaku, gdzie zaangażował się w arabski ruch narodowy i poprowadził manifestację przeciwko deklaracji Balfoura. W rezultacie został zmuszony do wyjazdu z Al-Karaku i powrotu do rodzinnego As-Salt. W 1932 roku zamieszkał w Ammanie. Następnie odszedł z dotychczasowej pracy i zdobył posadę urzędniczą, a następnie został dyrektorem państwowego Banku Rolnego. Na stanowisku tym pozostawał do 1946 roku. W tym samym roku, za dalszą aktywność w ruchu palestyńskich Arabów sprzeciwiających się emigracji Żydów do Palestyny, został zmuszony do wyjazdu do Asz-Szaubaku.

### Polityk jordański
W latach 1947–1949 an-Nabulusi był ministrem finansów i gospodarki Jordanii. Następnie spędził dziewięć miesięcy w więzieniu za opublikowanie artykułu krytykującego traktat brytyjsko-jordański z 1948 roku. Wydarzenie to nie przeszkodziło mu w 1950 roku ponownie wejść do rządu, również w charakterze ministra finansów i gospodarki. W 1950 roku otrzymał od króla Abd Allaha tytuł paszy. W 1953 roku został ambasadorem Jordanii w Wielkiej Brytanii.
Wyjazd do Wielkiej Brytanii sprawił, że an-Nabulusi utwierdził się w swoich panarabskich, narodowych i antysyjonistycznych przekonaniach, co sprawiło, że znalazł się w opozycji względem króla Husajna. Założył wówczas Partię Narodowych Socjalistów o panarabskim i ogólnikowo socjalistycznym programie.
W 1955 roku partia an-Nabulusiego wprowadziła swoich deputowanych do jordańskiego parlamentu, jednym z nich był jej przywódca. Prawdopodobnie o tym, że lewica (Partia Narodowych Socjalistów oraz komuniści) nie zdobyła wspólnie większości zdecydowały manipulacje wynikami wyborów przeprowadzone przez dwór królewski. An-Nabulusi został jednak przywódcą największego klubu parlamentarnego, co umożliwiło mu uzyskanie znaczącego wpływu na politykę zagraniczną Jordanii. Zgodnie z głoszonymi przez jego partię hasłami solidarności i współpracy wojskowej krajów arabskich, wspólnej walki z imperializmem i wyzwolenia Jordanii spod wpływów obcych dzięki jego wystąpieniom Jordania nie weszła do Paktu Bagdadzkiego.

### Premier Jordanii
W październiku 1956 roku partia an-Nabulusiego wygrała z nieznaczną przewagą przedterminowe wybory parlamentarne, zdobywając 12 mandatów w 40-osobowym parlamencie Jordanii. W zgromadzeniu znaleźli się również komuniści (koalicja mniejszych ugrupowań pod nazwą Blok Narodowy) oraz jordański oddział partii Baas, ponadto lewicę popierało kilku posłów niezrzeszonych. W rezultacie an-Nabulusi uzyskał większość parlamentarną i król Husajn powierzył mu misję utworzenia rządu. Jego gabinet ogłosił poparcie dla naseryzmu, dążył do nawiązania bliskiej współpracy z Egiptem rządzonym przez Nasera i zerwania związków z Wielką Brytanią. W czasie kryzysu sueskiego rząd Jordanii bezwarunkowo popierał Egipt. Jordania nie udzieliła jednak Egiptowi pomocy wojskowej, za czym opowiadał się Husajn. An-Nabulusi przekonał go, by nie brać udziału w konflikcie natychmiast, lecz poczekać na rozwój sytuacji; ostatecznie Jordania nie odegrała żadnej roli w kryzysie.
Rząd doprowadził natomiast do natychmiastowego usunięcia z Jordanii oficerów i specjalistów brytyjskich, a finansowe subsydia zachodnioeuropejskich sojuszników dla armii jordańskiej miała zastąpić pomoc z Egiptu, Syrii i Arabii Saudyjskiej, w ramach podpisanego w styczniu 1957 roku Arabskiego Porozumienia dla Solidarności. Okazało się jednak, że kraje te zadeklarowały przekazanie Jordanii wyższych kwot, niż były w stanie lub chciały rzeczywiście wypłacić. 14 marca 1957 roku rząd an-Nabulusiego doprowadził do rozwiązania traktatu z Wielką Brytanią i całkowitego zakończenia współpracy wojskowej z nią. Król Husajn, chociaż nie popierał tego kroku, nie zaprotestował, oczekując na spadek popularności gabinetu. Początkowo król zaakceptował nawet zgodę premiera na wydawanie przez komunistów własnej gazety, ostatecznie jednak zmusił go do jej wycofania. Otwarcie skrytykował premiera dopiero w kwietniu, gdy an-Nabulusi zdecydował o nawiązaniu stosunków dyplomatycznych z ZSRR. 10 kwietnia 1957 roku Husajn zażądał od premiera podania się do dymisji, co an-Nabulsi uczynił, podkreślając, że decyzja ta została na nim wymuszona. W nowo utworzonym rządzie Husajna al-Chalidiego został ministrem spraw zagranicznych, gdyż król nie chciał całkowicie zrażać do siebie odsuniętej od władzy lewicowej opozycji.

### Stan wyjątkowy w 1957
24 kwietnia Partia Narodowych Socjalistów zebrała się na kongresie, na którym pod adresem rządu wysunięto żądania podania się do dymisji, by umożliwić powrót rządów lewicowych, zacieśnienia stosunków z Egiptem i Syrią aż do ustanowienia unii trzech państw, ogłoszenia neutralności i odrzucenia doktryny Eisenhowera, usunięcia ze stanowisk dwóch polityków szczególnie związanych z królem Szarifa an-Nasira oraz Bahdżata at-Talhuniego. Al-Chalidi odrzucił te żądania. Wówczas an-Nabulusi zrezygnował ze stanowiska ministra. Następnego dnia upadł cały gabinet. Król Husajn wprowadził w kraju stan wyjątkowy i uczynił premierem przeciwnika naseryzmu i zwolennika współpracy ze Stanami Zjednoczonymi Ibrahima Haszima. Wprowadzona została cenzura, a ponad tysiąc aktywistów opozycyjnych aresztowano. Zlikwidowane zostały partie polityczne, a wszelka działalność uznana za zagrożenie dla stabilności państwa podlegała karze do dwóch lat pozbawienia wolności, przy czym kary te wymierzały sądy wojskowe. W ten sposób de facto zabroniona została jakakolwiek działalność polityczna niezgodna ze stanowiskiem dworu.

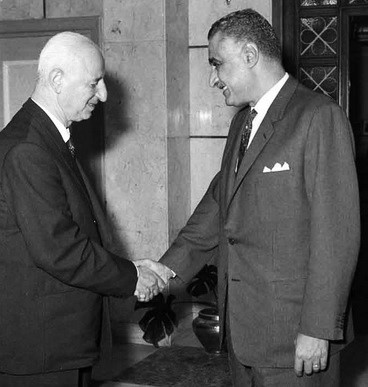
An-Nabulusi i Gamal Abdel Naser w czasie konferencji Parlamentu Arabskiego, 1968

Sulajman an-Nabulusi znalazł się w areszcie domowym, chociaż nie przedstawiono mu żadnych zarzutów. Część jego zwolenników i współpracowników została aresztowana i skazana przez sądy wojskowe na kary więzienia, inni zbiegli do Syrii. W sierpniu 1961 roku został przez króla ułaskawiony. Nie odegrał więcej znaczącej roli politycznej, chociaż jeszcze w 1968 roku był przewodniczącym delegacji Jordanii na konferencji Parlamentu Arabskiego w Kairze.
Jego syn Faris również jest politykiem związanym z panarabską lewicą.